# اس تک‌شاخ
اس تک‌شاخ یک ستاره است که در صورت فلکی تک‌شاخ قرار دارد.